# 房季弘
房 季弘（朝鮮語: 방계홍）は、高麗の文官であり、朝鮮氏族の南陽房氏の始祖である。
中国唐の太宗時代の宰相である房玄齢の次男である房遺愛（房俊）が643年に高句麗の宝蔵王の要請で、高句麗に唐の八学士の一人として派遣され、その房遺愛の子孫として生まれた。
高麗時代に、三韓壁上功臣、三重大匡輔国公を歴任した。